# A solas contigo
A solas contigo és una pel·lícula espanyola del gènere thriller ambientat en l'Armada Espanyola dirigida el 1990 dirigida pel director i productor Eduardo Campoy amb un guió d'Agustín Díaz Yanes. Tot i que el plantejament del guió no és original, el resultat fou prou consistent.

## Argument
Al tinent de navili Javier Artabe i al seu company Carlos Escorial, membres del Servei d'Intel·ligència de la Marina, els encarreguen descobrir la procedència dels ingresos del capità Valenzuela. Descobreixen que passa informació dels plànols d'un hidroavió a una empresa estrangera. Valenzuela se suïcida quan es descobreix tot, però Escorial és assassinat davant Gloria, una noia cega que viu davant. Aleshores Artabe espera que l'assassí reconegui la noia, ja que aquesta no pot reconèixer l'assassí.

## Repartiment
- Imanol Arias - Javier Artabe
- Nacho Martínez - Carlos Escorial
- Manuel Gil - Valenzuela
- Victoria Abril - Gloria
- Juan Echanove - Álvaro
- Conrado San Martín - Almirante La Huerta
- Rafael Romero Marchent - Quintero

## Premis i nominacions
V Premis Goya
| Categoria              | Persona                                              | Resultat |
| ---------------------- | ---------------------------------------------------- | -------- |
| Millor actor           | Imanol Arias                                         | Nominat  |
| Millor actor secundari | Juan Echanove                                        | Nominat  |
| Millor guió original   | Agustín Díaz Yanes Eduardo Calvo García Manolo Matji | Nominat  |